# Veljko Petković
Veljko Petković (em sérvio:  Вељко Петковић; Kraljevo, 23 de janeiro de 1977) é um jogador de voleibol sérvio que conquistou a medalha de ouro nos Jogos Olímpicos de Verão de 2000, representando a então Iugoslávia.

## Carreira
A única aparição de Petković em Jogos Olímpicos foi na edição de Sydney 2000, onde a Iugoslávia chegou pela primeira vez a uma final olímpica após vencer a favorita Itália nas semifinais, e finalmente conquistando a medalha de ouro após vitória sobre a Rússia.
A nível de clubes jogou em sua carreira na Sérvia, Grécia, Turquia e França. Desde a temporada 2010–11 defende o Budvanska Rivijera Budva, de Montenegro.